# NK Ankerkader 47/2 Ereklasse 1978-1979
Het Nederlands kampioenschap in de biljartdiscipline Ankerkader 47/2 in het seizoen 1978-1979 werd gespeeld van 22 t/m 25 maart 1979 te Zwaag. Louis Havermans behaalde de titel ondanks het veel hogere moyenne van Piet Vet. Havermans had echter de onderlinge confrontatie gewonnen en dat was doorslaggevend. In seizoen 1979-1980 zou deze regel wijzigen.

## Eindstand
| NK Ankerkader 47/2 Ereklasse 1978-1979 - Eindstand | NK Ankerkader 47/2 Ereklasse 1978-1979 - Eindstand | NK Ankerkader 47/2 Ereklasse 1978-1979 - Eindstand | NK Ankerkader 47/2 Ereklasse 1978-1979 - Eindstand | NK Ankerkader 47/2 Ereklasse 1978-1979 - Eindstand | NK Ankerkader 47/2 Ereklasse 1978-1979 - Eindstand | NK Ankerkader 47/2 Ereklasse 1978-1979 - Eindstand | NK Ankerkader 47/2 Ereklasse 1978-1979 - Eindstand | NK Ankerkader 47/2 Ereklasse 1978-1979 - Eindstand |
| RANG                                               | SPELER                                             | GESP                                               | PP                                                 | CAR                                                | BRT                                                | MOY                                                | PMOY                                               | HS                                                 |
| -------------------------------------------------- | -------------------------------------------------- | -------------------------------------------------- | -------------------------------------------------- | -------------------------------------------------- | -------------------------------------------------- | -------------------------------------------------- | -------------------------------------------------- | -------------------------------------------------- |
|                                                    | Louis Havermans                                    | 7                                                  | 10                                                 | -                                                  | -                                                  | 69,47                                              | 200,00                                             | 373                                                |
|                                                    | Piet Vet                                           | 7                                                  | 10                                                 | -                                                  | -                                                  | 123,50                                             | 400,00                                             | 400                                                |
|                                                    | Jan Arnouts                                        | 7                                                  | 8                                                  | -                                                  | -                                                  | 91,75                                              | 133,33                                             | 388                                                |
| 4                                                  | Jos Bongers                                        | 7                                                  | 8                                                  | -                                                  | -                                                  | 73,92                                              | 400,00                                             | 400                                                |
| 5                                                  | Hans Sundquest                                     | 7                                                  | 8                                                  | -                                                  | -                                                  | 50,58                                              | 80,00                                              | 211                                                |
| 6                                                  | Christ van der Smissen                             | 7                                                  | 6                                                  | -                                                  | -                                                  | 96,89                                              | 133,33                                             | 384                                                |
| 7                                                  | Willy Steures                                      | 7                                                  | 6                                                  | -                                                  | -                                                  | 65,55                                              | 200,00                                             | 308                                                |
| 8                                                  | Wim van Deventer                                   | 7                                                  | 0                                                  | -                                                  | -                                                  | 29,53                                              | geen                                               | 151                                                |
| TOTAAL                                             | TOTAAL                                             | TOTAAL                                             | TOTAAL                                             | -                                                  | -                                                  | 70,40                                              | 400,00                                             | 400                                                |
|                                                    |                                                    |                                                    |                                                    |                                                    |                                                    |                                                    |                                                    |                                                    |

Scheveningen 1948-1949 · 
Helmond 1949-1950 · 
Leeuwarden 1950-1951 · 
Amsterdam 1951-1952 · 
Leeuwarden 1952-1953 · 
Amersfoort 1953-1954 · 
Hilversum 1954-1955 · 
Zwolle 1955-1956 · 
Leeuwarden 1956-1957 ·
Amsterdam 1957-1958 ·
Den Haag 1958-1959 · 
Nijmegen 1959-1960 · 
Leeuwarden 1960-1961 · 
Nijmegen 1961-1962 · 
Oss 1962-1963 · 
Vlaardingen 1963-1964 · 
Leeuwarden 1964-1965 ·
Sneek 1965-1966 · 
Emmeloord 1966-1967 · 
Helmond 1967-1968 · 
Heer 1968-1969 · 
Valkenburg 1969-1970 · 
Waalwijk 1969-1970 NEO · 
Amsterdam 1970-1971 · 
Eibergen 1971-1972 · 
Neede 1972-1973 · 
Uitgeest 1973-1974 · 
Enschede 1974-1975 · 
Enter 1975-1976 · 
Deventer 1976-1977 · 
Julianadorp 1977-1978 · 
Zwaag 1978-1979 · 
Zwolle 1979-1980 · 
Dordrecht 1980-1981 · 
Wijchen 1981-1982 · 
Nieuwleusen 1982-1983 · 
Eindhoven 1983-1984 · 
Steenwijk 1984-1985 ·
Westendorp 1985-1986 · 
Gouda 1986-1987 · 
Uitgeest 1987-1988 · 
Deventer 1989-1990 · 
Bussum 1990-1991 · 
Grubbenvorst 1991-1992 · 
Vroomshoop 1992-1993 ·  
Alkmaar 1993-1994 · 
Daarlerveen 1994-1995 · 
Nijkerk 1995-1996 · 
Nijkerk 1996-1997 · 
Middelbeers 1997-1998 · 
Middelbeers 1998-1999 · 
Middelbeers 1999-2000 · 
Middelbeers 2000-2001 ·
Middelbeers 2001-2002 · 
Haaksbergen 2002-2003 · 
Wijchen 2003-2004 · 
Wijchen 2004-2005 ·
Wijchen 2005-2006 · 
Wijchen 2006-2007 · 
Haarlo 2007-2008 · 
Haarlo 2008-2009 ·  
Haarlo 2009-2010 ·
Haarlo 2010-2011 ·
Rosmalen 2011-2012 · 
Haarlo 2012-2013 · 
Oegstgeest 2013-2014 · 
Haarlo 2014-2015 · 
Rosmalen 2015-2016 · 
Afferden 2016-2017 · 
Rumpt 2017-2018 · 
Afferden 2018-2019 · 
Haarlo 2019-2020 · 
nnb 2020-2021
NK Neo-Ankerkader 47/2 Ereklasse

Waalwijk 1969-1970 NEO